# Within Temptation
Within Temptation — нидерландская симфоник-метал-группа. Группа была основана в 1996 году гитаристом Робертом Вестерхольтом и вокалисткой Шарон ден Адель. Музыкальный стиль Within Temptation определяют как симфоник-метал, а на ранних записях — готик-метал. Сама Шарон ден Адель считает, что Within Temptation работают в жанре симфоник-рок с разными влияниями и не являются готик-группой.
Группа приобрела известность на андеграундной сцене уже после выхода первого альбома Enter в 1997 году. Широкой аудитории Within Temptation стали известны благодаря синглу «Ice Queen» из альбома Mother Earth 2001 года, который достиг 2 строчки в нидерландских чартах. C тех пор группа выигрывала премию Conamus 4 года подряд. Следующие альбомы — The Silent Force 2004 года и The Heart of Everything 2007 года — дебютировали в хит-параде Нидерландов с первых строчек. В 2008 году вышел концертный DVD/CD Black Symphony, записанный с Metropole Orchestra, а 30 октября 2009 года — акустический альбом An Acoustic Night at the Theatre, содержащий записи, сделанные во время театрального тура группы.
Пятый альбом группы под названием The Unforgiving был издан 25 марта 2011 года. Тур в поддержку нового альбома был перенесен с весны 2011 года на осень в связи с беременностью Шарон.

## Состав группы
- Шарон ден Адель — вокал (меццо-сопрано[9]) (с 1996)
- Роберт Вестерхольт — гитара, гроул (с 1996, с 2011 года только в студии)
- Рюд Йоли — гитара (с 2001)
- Йерун ван Вен — бас-гитара (с 1996)

- Майк Колен — ударные (с 2011)
- Stefan Helleblad — ритм-гитара (выступления), дополнительные гитары (в студии) (с 2011)

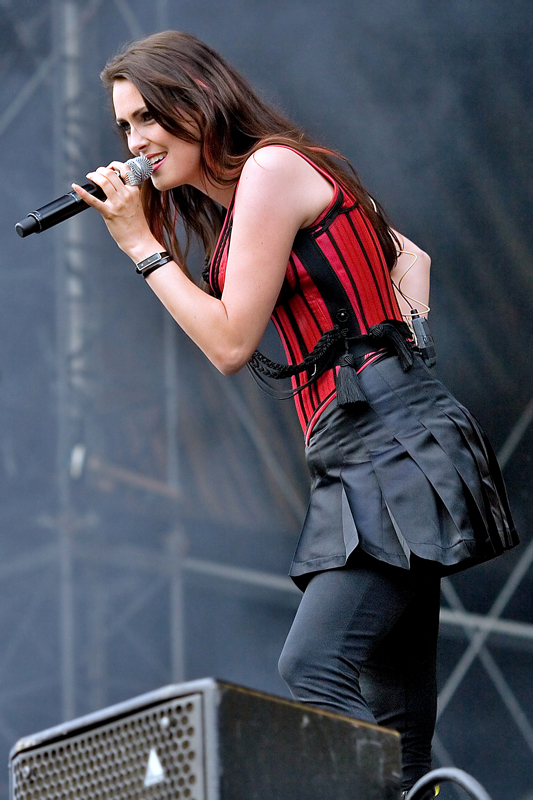
Шарон ден Адель
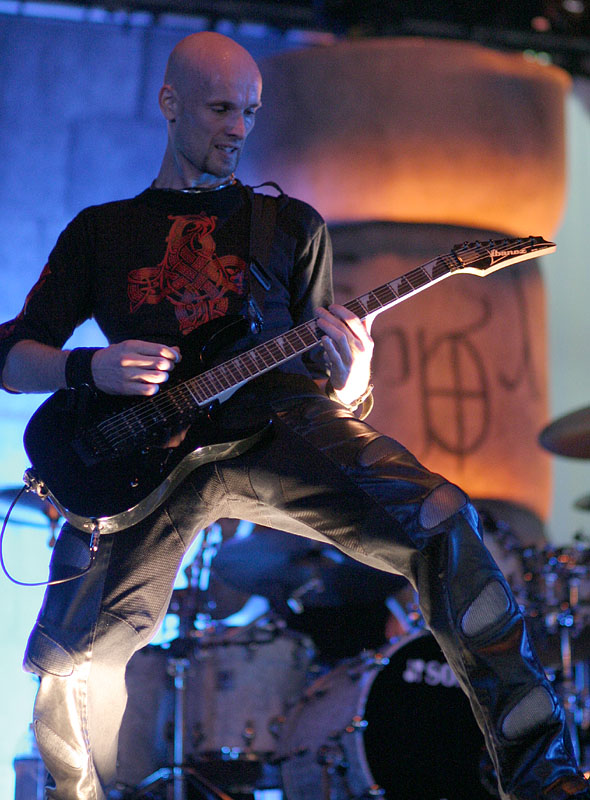
Роберт Вестерхольт
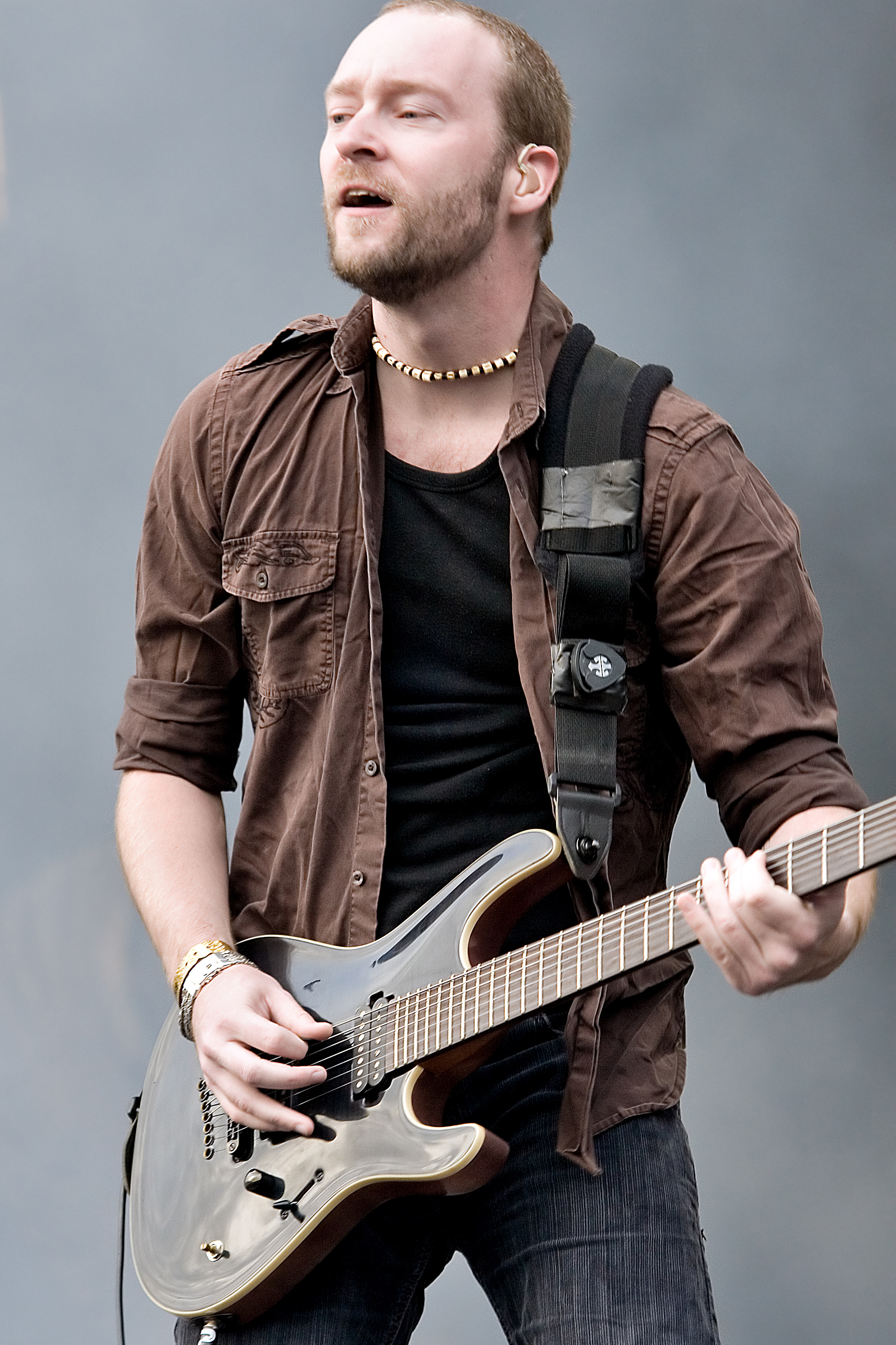
Рюд Адрианюс Йоли
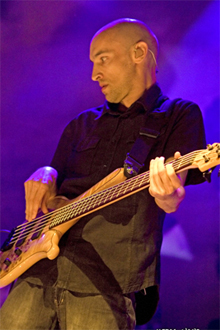
Йерун ван Вен
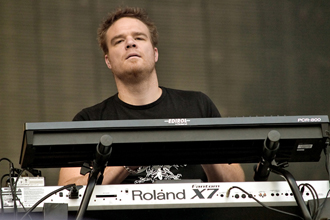
Мартейн Спиренбюрг

### Бывшие участники
- Мартейн Спиренбюрг — синтезатор, фортепиано (2001—2024)
- Стефен ван Хастрегт — ударные (2002—2010)
- Ивар де Граф — ударные (1996—1998, 1999—2001)
- Мартейн Вестерхольт — синтезатор (1996—2001)
- Михил Папенхове — гитара (1996—2001)
- Йелле Баккер — гитара (2001)
- Сиро Пальма — ударные (1998—1999)
- Деннис Лефланг — ударные (1996)
- Ришард Виллемсе — ударные (1996)

## История

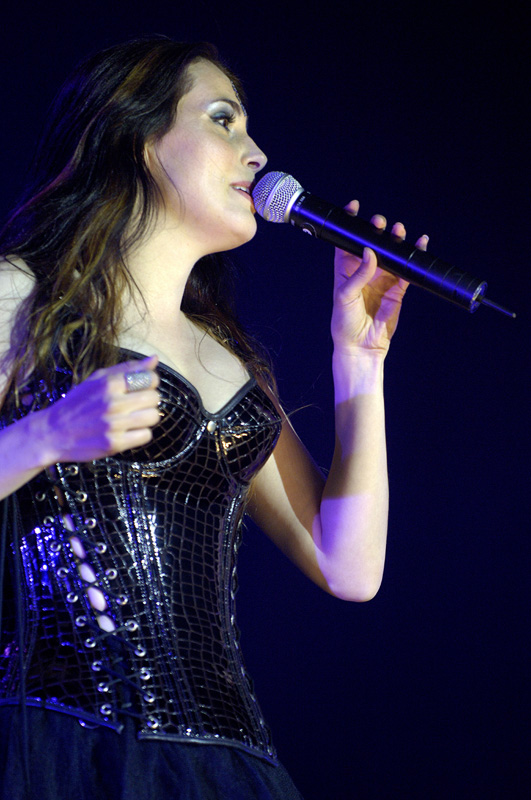
Вокалистка Шарон ден Адель является одним из основателей Within Temptation; помимо музыкальной деятельности Шарон отвечает за дизайн своих сценических костюмов и мерчандайзинг группы.

### Создание группы
Роберт Вестерхольт и Шарон ден Адель создали группу в 1996 году, после того, как Роберт покинул группу The Circle (позже названную Voyage).
К Роберту и Шарон присоединились бывшие участники The Circle Йерун ван Вен (бас-гитара) и Михил Папенхове (гитара), а также Мартейн Вестерхольт (клавишные) и Деннис Лефланг (ударные), которого позднее сменил Ивар де Граф. Группа подписала контракт с лейблом DSFA Records и начала работу над первым альбомом.

### Enter(1997)
Enter — дебютный альбом Within Temptation — был выпущен в 1997 году. После релиза группа отправилась в тур по стране, завершившийся огромным концертом на фестивале Dynamo Open Air в Эйндховене. Группа также посетила с концертами Германию и Австрию. Во время тура группу покинул Ивар де Граф, которого сменил Сиро Пальма.
Композиции с Enter отличаются мелодичностью и звучанием в стиле «gothic/doom» — медленными пассажами клавишных и тяжёлыми гитарными риффами.

### The Dance(1998—1999)
В 1998 году группа продолжила гастролировать и стала хедлайнером фестиваля Dynamo. Хотя Within Temptation не создали нового материала и пока не планировали запись нового альбома, за это время они издали мини-альбом The Dance, состоявший из трёх песен и двух ремиксов.
В 1999 году группа взяла перерыв от концертной деятельности для написания нового материала.

### Mother Earth(2000—2004)
В 2000 году группа вернулась на сцену и выступила на таких голландских фестивалях как Waterpop, Bospop и Lowlands. 1 декабря вышел второй альбом Within Temptation Mother Earth, который поначалу показал достаточно скромные результаты в чартах.
Первый сингл с Mother Earth — «Our Farewell» — не попал в чарты, но второй — «Ice Queen» — стал для группы прорывом. В марте 2002 года он поднялся на второе место в чарте Нидерландов и на первое — в хит-параде Бельгии. Сам альбом к концу года достиг третьего место в чарте Нидерландов.
В 2001 году в группе произошли существенные изменения: Рюд Адрианюс Йоли стал вторым гитаристом, место ударника занял Стефен ван Хастрегт, Мартейна Вестерхольта по причине тяжелой болезни сменил Мартейн Спиренбюрг. После выздоровления Мартейн Вестерхольт создал собственную группу Delain.
В 2002 году прошли первые концерты группы во Франции и Мексике, а также большой концертный тур вместе с группой Paradise Lost. Mother Earth был переиздан в европейских странах, получил статус платинового в Германии. В странах Бенилюкса издается другой релиз — кавер-версия песни Кейт Буш «Running Up That Hill».

### The Silent Force(2004—2006)

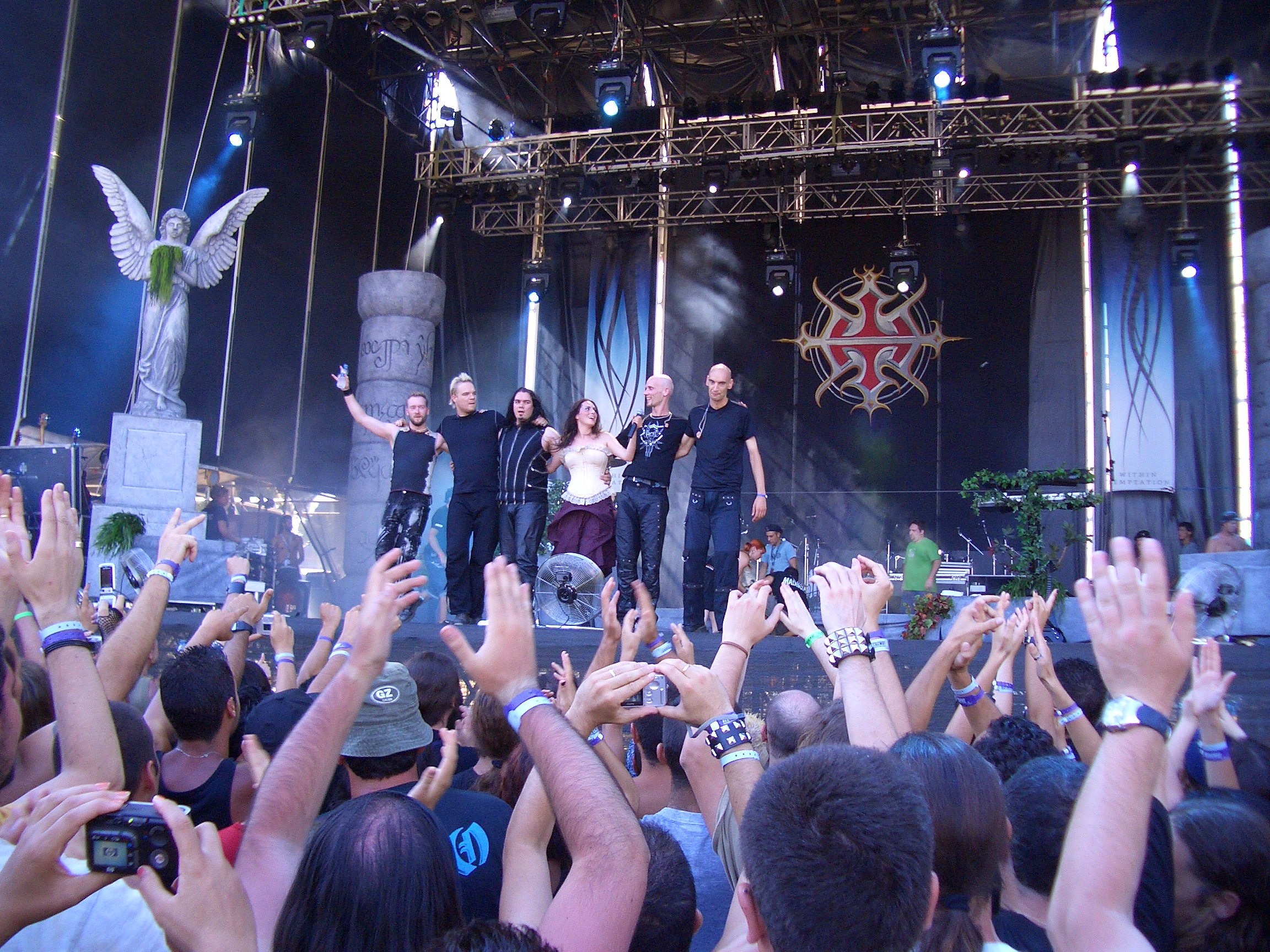
выступление Within Temptation на фестивале Metalway, 2006

15 ноября 2004 года вышел третий альбом Within Temptation The Silent Force, который сразу же занял первое место в чарте Нидерландов. В 2005 году стартовал масштабный тур коллектива по Европе. Первые два сингла с The Silent Force — «Stand My Ground» и «Memories» — стали одними из самых успешных в дискографии группы. В качестве третьего сингла была выбрана композиция «Angels». «Stand My Ground» позже была использована в трейлере фильма «Кровь и шоколад». Также треки с альбома вошли в саундтрек к видеоигре Knights of the Temple: Infernal Crusade.
5 августа 2008 альбомы Mother Earth и The Silent Force были впервые официально изданы в США компанией Roadrunner Records.

### The Heart of Everything(2007—2010)

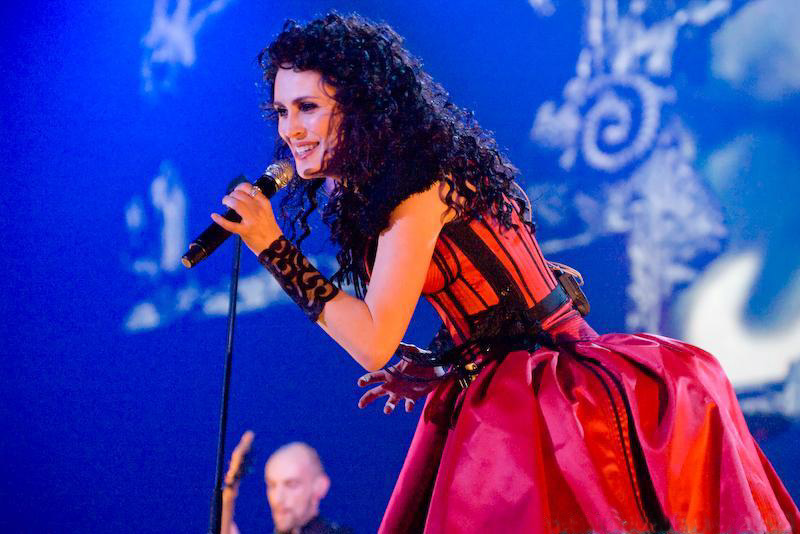
Шарон ден Адель на концерте Black Symphony

Альбом The Heart of Everything вышел 9 марта 2007 года в Нидерландах и 24 июля — в США. Два трека — «The Howling» и «Sounds of Freedom» вошли в саундтрек видеоигры The Chronicles of Spellborn. В мае Within Temptation отправились в тур по США вместе с Lacuna Coil.
Альбом дебютировал на первом месте в Нидерландах, повторив успех The Silent Force. Также он возглавил чарты Финляндии и Бельгии.
Первым синглом стала композиция «What Have You Done», записанная совместно с Китом Капуто, вокалистом Life of Agony. Первая версия видеоклипа была снята с 14 по 16 декабря 2006 года в клубе «Коко» в Лондоне, при участии множества поклонников Within Temptation. Несмотря на это, отснятый материал не понравился группе, и позже был создан совершенно иной видеоклип.
Второй сингл альбома — композиция «Frozen». Видео, снятое в Румынии, заостряет внимание на проблеме детского насилия. Средства от продажи сингла были направлены в детский благотворительный фонд.
В 2008 году группа объявила об издании DVD и живого CD Black Symphony на основе их выступления в концертном зале Ahoy (Роттердам) совместно с симфоническим оркестром The Metropole Orchestra. 3 ноября последовало сообщение о перерыве в концертной деятельности.
11 августа 2009 года Шарон ден Адель объявила о выходе акустического альбома An Acoustic Night at the Theatre, в который вошли акустические композиции с концертов 2008 года. Вместе с альбомом вышел сингл «Utopia», записанный совместно с Крисом Джонсом. 30 марта 2010 года группу покинул барабанщик Стефен ван Хастрегт, бывший участником Within Temptation 9 лет.

### The Unforgiving(2011—2013)
Ещё в 2008 году Роберт Вестерхольт заявил в одном из интервью о том, что новый альбом «будет концептуальным». 18 ноября 2010 года появилась информация о названии альбома — The Unforgiving — и времени выхода — март 2011. По словам участников группы, концепция альбома основана на книгах комиксов Стивена О’Коннела (работавшего над BloodRayne и Dark 48) с иллюстрациями и альбомным артом Романо Моленара (Клинок Ведьм, Darkness, Люди Икс).
В конце ноября 2010 года Шарон ден Адель и Роберт Вестерхольт объявили, что ждут третьего ребёнка, поэтому весенний тур в поддержку The Unforgiving будет перенесён на осень.
15 декабря 2010 года вышел музыкальный промоклип фильма Me & Mr Jones с песней «Where Is The Edge» из нового альбома Within Temptation. Первым синглом с пластинки стала композиция «Faster»; сингл вышел 21 января, а видеоклип — 31 января 2011. 22 февраля 2011 группа представила нового ударника — Майка Колена. 14 марта компания Sony-BMG организовала онлайн-прослушивание The Unforgiving на польском сайте и в тот же день альбом был слит в интернет. Впоследствии, это не помешало ему достигнуть второго места в Нидерландах, а также дебютировать в первой десятке в чартах Бельгии, Португалии, Финляндии, Германии, Швеции, Швейцарии и Австрии. 30 марта у Роберта и Шарон родился сын — Логан.
15 апреля группа анонсировала новый сингл — «Sinéad», который был выпущен на CD 15 июля и включал в себя саму композицию и несколько ремиксов от разных диджеев. Тур в поддержку альбома The Unforgiving начался 10 августа на фестивале Sziget в Венгрии. 12 августа состоялся специальный концерт на фестивале Huntenpop, который Within Temptation назвали The First Challenge. На концерте были исполнены абсолютно все песни с The Unforgiving, а также старые хиты.
20 сентября было объявлено, что Роберт не будет продолжать гастроли с группой, так как он остаётся дома, чтобы ухаживать за детьми, а также сочинять музыку в студии. На концертах Роберта будет заменять Стефен Халлеблад, который является гитарным техником группы и долгое время сотрудничает с ними.
В декабре группа дала три концерта в России. 12 и 13 декабря в Санкт-Петербурге и 14 декабря в Москве.
С сентября по декабрь группа участвовала в проекте бельгийского радио Q-Music, где в течение 15 недель (раз в неделю по пятницам) исполняла по одной кавер-версии. Исполнители, чьи песни перепели Within Temptation: Bruno Mars (песня «Grenade»), David Guetta («Titanium»), Lana del Rey («Summertime Sadness»), Imagine Dragons («Radioactive»), The Who («Behind Blue Eyes»), Sweedish house mafia («Don’t You Worry Child»), One Republic («Apologize»), Enrique Iglesias («Dirty Dancer»), Gnarls Barkley («Crazy»), Passenger («Let Her Go»), Frankie Goes to Hollywood («The Power Of Love»). Дополнительно было записано ещё 4 кавера: Mumford & Sons (песня «Little Lion Man»), Gotye («Somebody That I Used to Know»), Adele («Skyfall») и Coldplay («Paradise»), но песни не были включены в альбом из-за вопросов об авторском праве.

### Hydra(2013—2017)
27 сентября 2013 года состоялся цифровой релиз мини-альбома под названием Paradise (What About Us?). Запись состоит из четырёх треков, три из них — демоверсии. Одноимённая с альбомом песня была записана совместно с бывшей солисткой финской группы Nightwish Тарьей Турунен, и стала лид-синглом для альбома Hydra. В этот же день на VEVO состоялась премьера клипа «Paradise (What About Us?) (feat. Tarja)». Релиз шестого студийного альбома состоялся 31 января 2014 года.
Вторым синглом с альбома стала песня «Dangerous», записанная при участии Говарда Джонса, бывшего солиста группы Killswitch Engage’s. Сингл и клип вышли 20 декабря 2013 года.
Третьим синглом стал «Whole World Is Watching». В его записи принял участие Дейв Пирнер — действующий солист группы Soul Asylum. Релиз сингла состоялся 22 января 2014 года. Премьера клипа состоялась 31 января.
Четвёртым синглом стал «And We Run», созданный при участии Американского рэпера Xzibit. Помимо сингла, был выпущен одноимённый мини-альбом из шести композиций: три версии «And We Run» и три демоверсии песен, не вошедших в альбом Hydra. Релиз сингла, мини-альбома и видеоклипа состоялся 23 мая 2014 года.

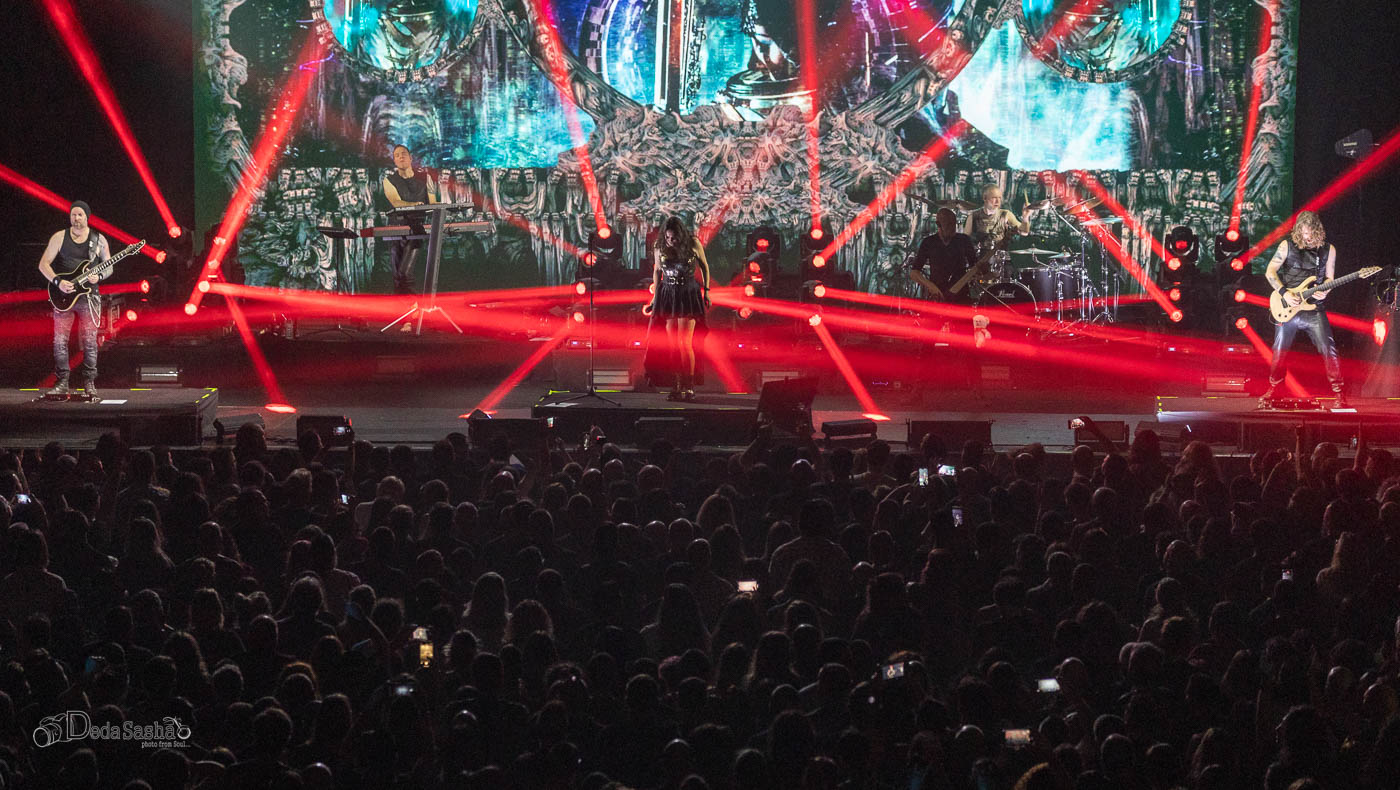
Within Temptation в Израиле — 2023.

### Resist(2019)
Шарон ден Адель в ноябре 2017 года выпустила на своей странице в Facebook видео для поклонников, в котором анонсировала новый альбом группы и свой сольный проект My Indigo. Релиз седьмого студийного альбома Within Temptation предполагается в 2018 году. Официальная дата релиза Resist — 14 декабря 2018 — была объявлена при выходе первого сингла с нового альбома. Позже, в официальном инстаграме группы было объявлено, что релиз альбома переносится на 1 февраля 2019 года из-за технических проблем с производством физических копий альбома.
В октябре 2018 года группа дала несколько концертов в России, выступив в Красноярске, Новосибирске, Екатеринбурге, Нижнем Новгороде, Санкт-Петербурге и Москве. В июне 2020 года Within Temptation должна была выступать на Фестивале тяжелой музыки «Spika Fest» в Москве, однако фестиваль был отменен из-за пандемии коронавируса.

## Музыкальный стиль
После выхода альбома Enter в 1997 году музыкальные критики отнесли музыку группы к музыкальному жанру готик-метал; было отмечено, что музыка Within Temptation — медленная и депрессивная, напоминающая творчество групп Theatre of Tragedy и Orphanage. Рецензенты альбома положительно оценили сложность музыкальных композиций, тяжёлые гитарные риффы, а также вокальный дуэт гроулинга Роберта Вестерхольта и сопрано Шарон ден Адель. После выхода мини-альбома The Dance (1998) творчество группы стали причислять к симфоническому металлу.
Альбом Mother Earth (2000) становится переломным моментом в творчестве группы с точки зрения стиля: Роберт Вестерхольт отказывается от гроулинга, а в музыкальную составляющую песен стали вплетаться кельтские мотивы. Ведущими инструментами становятся клавишные, в рецензиях отмечены атмосферность и мелодичность песен. Рецензент сайта Allmusic Роберт Тейлор заключил, что Mother Earth — творческая веха, устанавливающая новые музыкальные стандарты не только для метала, но для любого стиля.
Альбом The Silent Force (2004) представляет собой отход от «кельтского» звучания предыдущего альбома. Некоторые критики негативно отозвались о «более коммерческом» звучании песен; в одной из рецензий было заявлено, что альбом является попыткой подражать группе Evanescence. Тем не менее многие критики положительно оценили «более современное звучание» и общую концепцию альбома. По заключению сайта LordsOfMetal — «несмотря на отсутствие разнообразия и тонкости, присущих Mother Earth, Silent Force — безусловно один из лучших альбомов, выпущенных в Нидерландах за последнее десятилетие».
Альбом The Heart of Everything снова вызвал достаточно противоречивые мнения. Часть музыкальных обозревателей посчитала его поверхностным, коммерческим и слишком простым. Другие отметили новизну мелодики, хорошо проработанную музыкальную составляющую и вокальные партии. Обозреватель сайта PopMatters назвал The Heart of Everything «фантастическим альбомом», прекрасно сочетающим рок и готику. Рецензент About.com заявил, что группа «нашла правильный баланс между коммерческими элементами рока, глубиной и сложностью классической музыки и тёмной мелодичностью готического метала».
Альбом The Unforgiving (2011) ознаменовал новые влияния на музыкальный стиль группы. В одной из рецензий альбом был охарактеризован как «встреча готик-метала и музыки группы ABBA». В песнях альбома присутствует определённое влияние музыки 80-х годов, что привело к совершенно новым стилевым сочетаниям. Штатный критик Sputnikmusic, заявил, что «The Unforgiving — самый амбициозный альбом Within Temptation, и возможно лучший за всю их карьеру».

## Дискография

### Студийные альбомы
| Название                | Выпущен                                                                              | Лейблы | Официальные альбомные синглы |
| ----------------------- | ------------------------------------------------------------------------------------ | --- | --- |
| Enter                   | 7 апреля 1997                                                                        | DSFA Records / Season of Mist | 1. «Restless» |
| Mother Earth            | 24 декабря 2000 (Нидерланды) 21 августа 2001 (Европа) 27 января 2003 (Новое издание) | DSFA Records (2000 год, Европа) Roadrunner Records (2003 год, кроме Европы за исключением Великобритании) Sanctuary Records (2003 год, только Великобритания) GUN Records (2003 год, Европа) | 1. «Our Farewell» 2. «Ice Queen» 3. «Mother Earth» |
| The Silent Force        | 11 ноября 2004 29 августа 2005 (Великобритания)                                      | GUN Records (Европа), Roadrunner Records (кроме Европы, за исключением Великобритании) | 1. «Stand My Ground» 2. «Memories» 3. «Angels» |
| The Heart of Everything | 9 марта 2007                                                                         | Roadrunner Records (кроме Европы, за исключением Великобритании), GUN Records (Европа) | 1. «What Have You Done» (feat. Keith Caputo) 2. «Frozen» 3. «All I Need» 4. «Forgiven»                                                                           |
| The Unforgiving         | 25 марта 2011                                                                        | Roadrunner Records / GUN Records (Европа) | 1. «Faster» 2. «Sinéad» 3. «Shot In The Dark» |
| Hydra                   | 31 января 2014 (Европа) 4 февраля 2014 (Северная Америка)                            | Roadrunner Records / GUN Records (Европа) | 1. «Paradise (What About Us?)» (feat. Tarja) 2. «Dangerous» (feat. Howard Jones) 3. «Whole World Is Watching» (feat. Dave Pirner) 4. «And We Run» (feat. Xzibit) |
| Resist                  | 1 февраля 2019                                                                       | Spinefarm / Vertigo Records | 1. «The Reckoning» (feat. Jacoby Shaddix) 2. «Raise Your Banner» (feat. Anders Fridén) 3. «Firelight» (feat. Jasper Steverlinck) 4. «In Vain»                    |
| Bleed Out               | 20 октября 2023                                                                      | Force Music Recordings | 1. «Entertain You» 2. «The Purge» 3. «Shed My Skin» (with Annisokay) 4. «Don’t Pray For Me» 5. «Bleed Out» 6. «Ritual»                                           |

## Видеография

### DVD
- 2002 — Mother Earth Tour
- 2005 — The Silent Force Tour
- 2008 — Black Symphony
- 2014 — Let Us Burn – Elements & Hydra Live In Concert

### Официальные видеоклипы
- 1998 — «The Dance»
- 2002 — «Mother Earth»
- 2003 — «Ice Queen»
- 2003 — «Running Up That Hill»
- 2004 — «Stand My Ground»
- 2005 — «Memories»
- 2005 — «Angels»
- 2007 — «What Have You Done» (feat. Keith Caputo)
- 2007 — «Frozen»
- 2007 — «The Howling»
- 2007 — «All I Need»
- 2009 — «Utopia» (feat. Chris Jones)
- 2011 — «Faster»
- 2011 — «Sinéad»
- 2011 — «Shot In The Dark»
- 2011 — «Fire And Ice»
- 2013 — «Paradise (What About Us?)» (feat. Tarja)
- 2013 — «Dangerous» (feat. Howard Jones)
- 2014 — «Whole World Is Watching» (feat. Dave Pirner)
- 2014 — «And We Run» (feat. Xzibit)
- 2018 — «The Reckoning» (feat. Jacoby Shaddix)
- 2018 — «Raise Your Banner» (feat. Anders Fridén)
- 2019 — «Supernova»
- 2020 — «Entertain You»
- 2020 — «The Purge»
- 2021 — «Shed My Skin» (with Annisokay)
- 2022 — «Don’t Pray For Me»
- 2022 — «The Fire Within»
- 2023 — «Bleed Out»
- 2023 — «Ritual»
- 2024 — «Fool’s Parade» (feat. Alex Yarmak)

### Промо-видео, другие версии, лирик-видео, лайв-версии
- 2001 — «Ice Queen» (первая версия, нидерландская)
- 2003 — «Never-Ending Story» (промо-видео)
- 2005 — «Jillian (I’d Give My Heart)» (промо-видео)
- 2006 — «The Howling» (трейлер к игре «The Chronicles of Spellborn»)
- 2006 — «What Have You Done» (feat. Keith Caputo) (первая версия, европейская)
- 2007 — «What Have You Done» (feat. Keith Caputo) (третья версия, американская)
- 2008 — «Forgiven» (промо-видео)
- 2010 — «Where is The Edge» (видео к фильму «Me & Mr Jones»)
- 2011 — короткометражный фильм «Mother Maiden»
- 2011 — короткометражный фильм «Sinéad»
- 2011 — короткометражный фильм «Triplets»
- 2013 — «Titanium» (Live)
- 2014 — «Covered by Roses» (Lyric Video)
- 2019 — «In Vain» (Lyric Video)
- 2019 — «Mad World» (Lyric Video)

## Награды и номинации
Within Temptation стали обладателями следующих наград и номинаций:
| Год  | Премия                          | Номинация                                       | Работа                  | Результат |
| ---- | ------------------------------- | ----------------------------------------------- | ----------------------- | --------- |
| 2002 | Silver Harp                     |                                                 |                         | Победа    |
| 2002 | TMF Awards                      | Most Promising Act                              | Within Temptation       | Победа    |
| 2002 | TMF Awards — Бельгия            | Лучший рок исполнитель/группа (международная)   | Within Temptation       | Победа    |
| 2003 | Edison Award                    | лучшее концертное DVD                           | Mother Earth Tour       | Победа    |
| 2004 | Conamus Export Award            |                                                 | Within Temptation       | Победа    |
| 2005 | Edison Award                    | Лучшая группа                                   | Within Temptation       | Победа    |
| 2005 | TMF Awards                      | Лучший рок исполнитель/группа                   | Within Temptation       | Победа    |
| 2005 | Popprijs                        |                                                 | Within Temptation       | Победа    |
| 2005 | Conamus Export Award            |                                                 | Within Temptation       | Победа    |
| 2005 | World Music Awards              | Самый продаваемый исполнитель в Нидерландах     | Within Temptation       | Победа    |
| 2005 | MTV Europe Music Awards         | Лучший исполнитель/группа Нидерландов и Бельгии | Within Temptation       | Номинация |
| 2006 | 3FM Award                       | Лучший рок исполнитель                          | Within Temptation       | Победа    |
| 2006 | Golden God                      | Лучшее видео                                    | «Angels»                | Победа    |
| 2006 | Buma Export Award               |                                                 | Within Temptation       | Победа    |
| 2007 | 3FM Award                       | Лучший рок исполнитель                          | Within Temptation       | Победа    |
| 2007 | TMF Awards                      | Лучшее живое выступление                        | Within Temptation       | Победа    |
| 2007 | TMF Awards                      | Лучшее видео                                    | «What Have You Done?»   | Победа    |
| 2007 | TMF Awards — Бельгия            | Лучшее живое выступление (международное)        | Within Temptation       | Победа    |
| 2007 | MTV Europe Music Awards         | Лучший исполнитель Нидерландов и Бельгии        | Within Temptation       | Победа    |
| 2007 | World Music Awards              | Самый продаваемый исполнитель в Нидерландах     | Within Temptation       | Победа    |
| 2009 | Golden Harp                     |                                                 | Within Temptation       | Победа    |
| 2009 | 3FM Award                       | Лучшее живое выступление                        | Within Temptation       | Победа    |
| 2009 | 3FM Award                       | Лучший рок исполнитель/группа                   | Within Temptation       | Номинация |
| 2009 | Female Metal Voices Fest Awards | Лучший альбом                                   | The Heart Of Everything | Победа    |
| 2011 | 3FM Award                       | Лучший рок исполнитель/группа                   | Within Temptation       | Номинация |
| 2011 | Buma Music In Motion            | Best Other Media Music                          | The Unforgiving         | Победа    |

### Комментарии
1. ↑  Студийный музыкант